# Andrej Mráz
Andrej Mráz (Bački Petrovac, 28 novembre 1904 – Bratislava, 29 maggio 1964) è stato un critico letterario, storico della letteratura e drammaturgo slovacco.

## Biografia
Nato in una famiglia della minoranza slovacca della Vojvodina, Andrej Mráz frequentò i ginnasi di Vrbas, Békéscsaba e Novi Sad, dove conseguì la maturità nel 1925. Dal 1925 al 1929 studiò presso la facoltà di filosofia dell'Università Comenio di Bratislava, conseguendovi il dottorato. Nel 1929-1930 fu drammaturgo per il teatro di prosa del Teatro Nazionale Slovacco di Bratislava, dal 1930 al 1938 fu responsabile del dipartimento di storia della letteratura della Matica Slovenská, a Martin, dal 1932 al 38 fu direttore della prestigiosa rivista culturale Slovenské pohľady. 
Insegnò dal 1938 al 1964, a partire dal 1953 fu capo della cattedra di lingua e letteratura slovacca della facoltà di filosofia dell'Università Comenio di Bratislava. 
Ancora studente universitario pubblicò la sua prima monografia su Svetozár Hurban Vajanský (1926). Fra una moltitudine di critici letterari, articoli e trattati, si distinse come critico intergenerazionale e come promotore del metodo realistico in letteratura. Prestò molta attenzione alla questione delle relazioni letterarie e culturali tra cechi e slovacchi. Il fulcro del suo lavoro scientifico risiede nelle opere sulla storia della letteratura. 
Fu autore di uno studio monografico su Jozef Škultéty (1933), una monografia sulla Matica Slovenská fra il 1863 e il 1875 e su Ján Kalinčiak (1936), una monografia sull'opera letteraria di Terézia Vansová (1937), opere successive su Gustav Maršal Petrovský, Hugolín Gavlovič, Ján Čajak, Andrej Truchl-Sytnianský, Mikuláš Štefan Feriančík, Ján Kollár; scrisse il saggio Povojnový slovenský román ("Il romanzo slovacco dopo la guerra", 1938) si gettò nella polemica sul romanzo Odkaz mŕtvych di Martin Rázus (1942). 
In altre opere esplorò le relazioni tra letteratura slovacca e quella russa e la situazione della letteratura slovacca in Jugoslavia: Dnešný stav slovanskej vzájomnosti u Slovákov ("Stato odierno della reciprocità slava presso gli Slovacchi", 1945; Ruské momenty v diele Jána Kollára ("Momenti russi nell'opera di Ján Kollár", 1946); Rozhovory o juhoslovanských Slovákoch ("Conversazioni sugli Slovacchi di Jugoslavia", 1948); L. N. Tolstoj u Slovákov ("Lev Tolstoj presso gli Slovacchi", 1950); Z ruskej literatúry a jej ohlasov u Slovákov ("Dalla letteratura russa e dei suoi echi fra gli Slovacchi", 1955); Rozhovory o vojvodinských Slovákoch ("Conversazioni sugli Slovacchi di Vojvodina", 2004). 
Redasse una storia sintetica della letteratura slovacca (1948) e una sintesi della letteratura slovacca dagli anni 1870 al 1918 (1952). Pubblicò i libri Spoločenské otázky v predprevratovom slovenskom románe ("Questioni sociali nel romanzo sociale slovacco prima della rivoluzione", 1950), Poprevratové dielo Martina Kukučína ("L'opera di Martin Kukučín dopo la rivoluzione", 1953), Medzi našimi literatúrami ("Fra le nostre letterature", 1960). 
Le sue opere memorialistiche e autobiografiche furono pubblicate postume: Čím slovo žilo ("Mentre visse la parola", 1967); Brázdami života ("Con i solchi della vita", 1974); selezioni da recensioni e articoli: Medzi prúdmi ("Fra le correnti", 1969); Minulosť a prítomnosť slovenskej kultúry ("Passato e presente della cultura slovacca", 1987). 
Fu anche una personalità fondamentale della drammaturgia slovacca, dello studio della storia e del teoria del teatro, espressa nel saggio Ideové základy slovenského divadla ("Basi ideali del teatro slovacco", 1938). Una selezione del suo lavoro di critico teatrale e di giornalista è stata pubblicata postuma: Pohľady na slovenskú drámu ("Vedute sul dramma slovacco", 1975).
Fu sposato alla pittrice Lea Mrázová, nata Krššáková.